# Boston Custer
Boston Custer född 31 oktober 1848 i New Rumley, Ohio, stupad 25 juni 1876 vid Little Bighorn, Montana, var en civilanställd vid amerikansk kavalleriet; bror till den mer kände George Armstrong Custer.

## Inbördeskriget
Custer var för ung för att delta i inbördeskriget. 

## Indiankrigen
Custer anställdes 1875 som fodermarsk vid Sjunde kavalleriregementet, där hans äldste bror var t.f. regementschef. 1876 anställdes han som civilanställd vägvisare för fälttåget mot siouxerna. Han stupade tillsammans med två bröder, en systerson och en svåger i slaget vid Little Bighorn 1876. 